# Autostrade in Vietnam

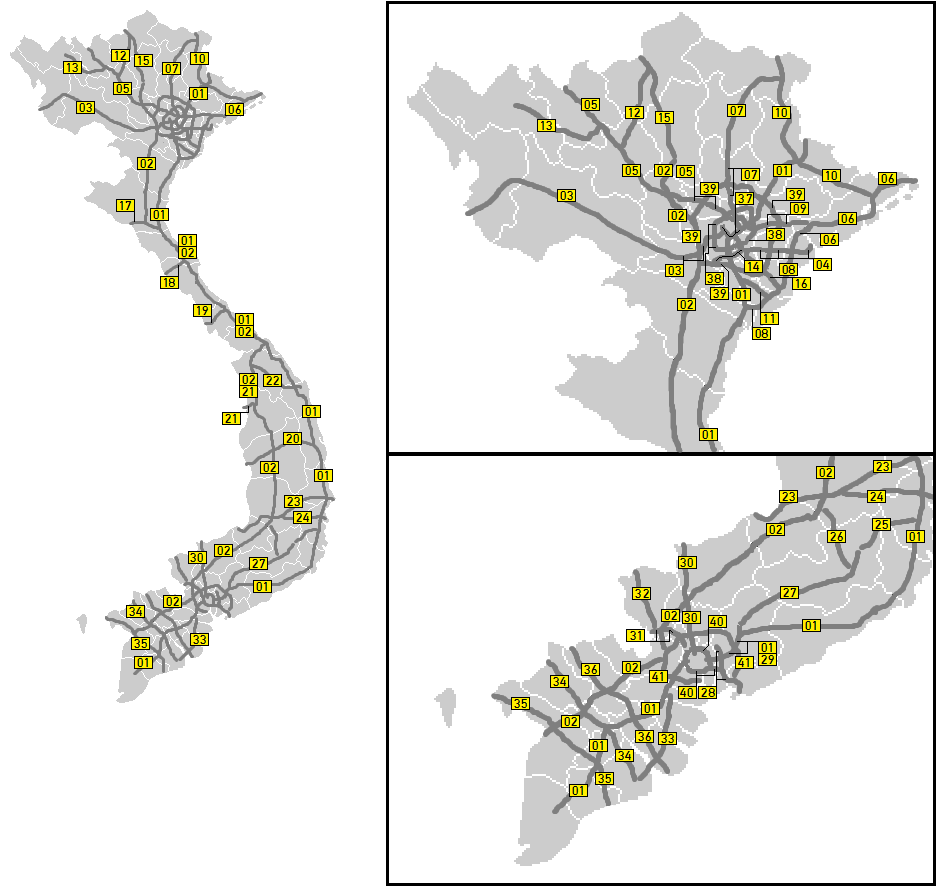
Mappa della rete

La rete autostradale del Vietnam è una recente aggiunta al sistema trasporti del paese con la comparsa dei primi cantieri solo nel XXI secolo. L'infrastruttura si estende da nord a sud ed è di proprietà statale con la riscossione del pedaggio assegnata a società private. Il limite di velocità è 120 Km/h (in caso di pioggi 100 Km/h).
Quattro autostrade vietnamite fanno parte della rete delle strade trans-asiatiche. La CT.01 e CT.03 fanno parte della AH1, mentre la CT.04 e la CT.05 fanno parte della AH14.

## Segnaletica

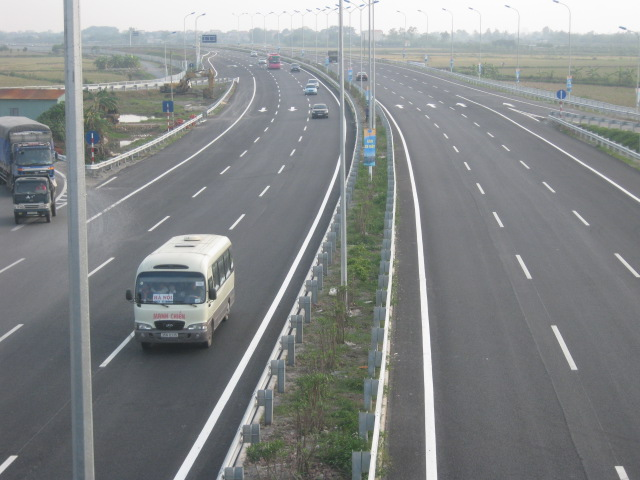

Le autostrade vietnamite sono state numerate con la sigla "CT" (da Cao = Alta e  Tốc = Velocità) seguita da un numero progressivo su di uno scudo rettangolare con sfondo giallo e bordo nero. Per la segnaletica inerente all'autostrada si è scelto tabelloni con sfondo verde.

## Autostrade
Elenco delle autostrade in Vietnam.

*Le chilometriche indicano le distanze coperte ad opere completate.
| Simbolo | Nome                                                   | Km*   | Note                            |
| ------- | ------------------------------------------------------ | ----- | ------------------------------- |
|         | Autostrada Nord-Sud dell'Est                           | 1.811 | (Hanoi - Cần Thơ)               |
|         | Autostrada Nord-Sud dell'Ovest                         | 1.269 | (Phú Thọ - Rạch Giá)            |
|         | Autostrada CT.03 - (Hanoi - Lạng Sơn)                  | 130   | fino al confine con la Cina     |
|         | Autostrada CT.04 - (Hanoi - Haiphong)                  | 106   |                                 |
|         | Autostrada CT.05 - (Hanoi - Lào Cai)                   | 265   | fino al confine con la Cina     |
|         | Autostrada CT.06 - (Hanoi - Móng Cái)                  | 304   |                                 |
|         | Autostrada CT.07 - (Hanoi - Thái Nguyên)               | 69    |                                 |
|         | Autostrada CT.08 - (Hanoi - Hoa Binh)                  | 56    |                                 |
|         | Autostrada CT.09 - (Ninh Bình - Haiphong - Quang Ninh) | 160   | fino al confine con la Cina     |
|         | Autostrada CT.10 - (Hong Linh - Huong Son)             | 170   |                                 |
|         | Autostrada CT.11 - (Cam Lo - Lao Bao)                  | 215   |                                 |
|         | Autostrada CT.12 - (Quy Nhon - Pleyku)                 | 235   |                                 |
|         | Autostrada CT.13 - (Biên Hòa – Vũng Tàu)               | 76    |                                 |
|         | Autostrada CT.14 - (Dầu Giây – Đà Lạt)                 | 220   |                                 |
|         | Autostrada CT.15 - (Hồ Chí Minh – Chơn Thành)          | 58    |                                 |
|         | Autostrada CT.16 - (Hồ Chí Minh – Mộc Bài)             | 50    | fino al confine con la Cambogia |
|         | Autostrada CT.17 - (Châu Đốc – Cần Thơ – Sóc Trăng)    | 92    | fino al confine con la Cambogia |
|         | Autostrada CT.18 - (Hà Tiên – Rạch Giá – Bạc Liêu)     | 225   | fino al confine con la Cambogia |
|         | Autostrada CT.19 - (Cần Thơ – Cà Mau)                  | 150   |                                 |

## Tangenziali
| Simbolo | Nome                          | Km  |
| ------- | ----------------------------- | --- |
|         | 3a Tangenziale di Hanoi       | 65  |
|         | 4a Tangenziale di Hanoi       | 137 |
|         | 3a Tangenziale di Ho Chi Minh | 98  |
| CT.23   | 4a Tangenziale di Ho Chi Minh | ..  |
| CT.24   | 5a Tangenziale di Hanoi       | ..  |